# معماری لمباردها در ایتالیا
معماری لمباردها در ایتالیا (ایتالیایی: Longobardi in Italia: i luoghi del potere) هفت گروه از بناهای تاریخی است که منعکس کننده دستاوردهای قبیله ژرمنی لمباردها (که به آنها لونگبارد نیز گفته می‌شود) است که در قرن ششم در ایتالیا ساکن شدند و پادشاهی لومباردی را تأسیس کردند و در سال ۷۷۴ پس از میلاد این پادشاهی به پایان رسید.
این گروه‌ها از سازه‌ها شامل صومعه‌ها، ساختمان‌های کلیسا، و قلعه‌ها را تشکیل می‌دهند و در ژوئن ۲۰۱۱ به میراث جهانی یونسکو تبدیل شدند.

## منطقه گاستالداگا
منطقه گاستالداگا و مجموعه اسقفی در چیویداله دل فریولی (استان اودینه) شامل:

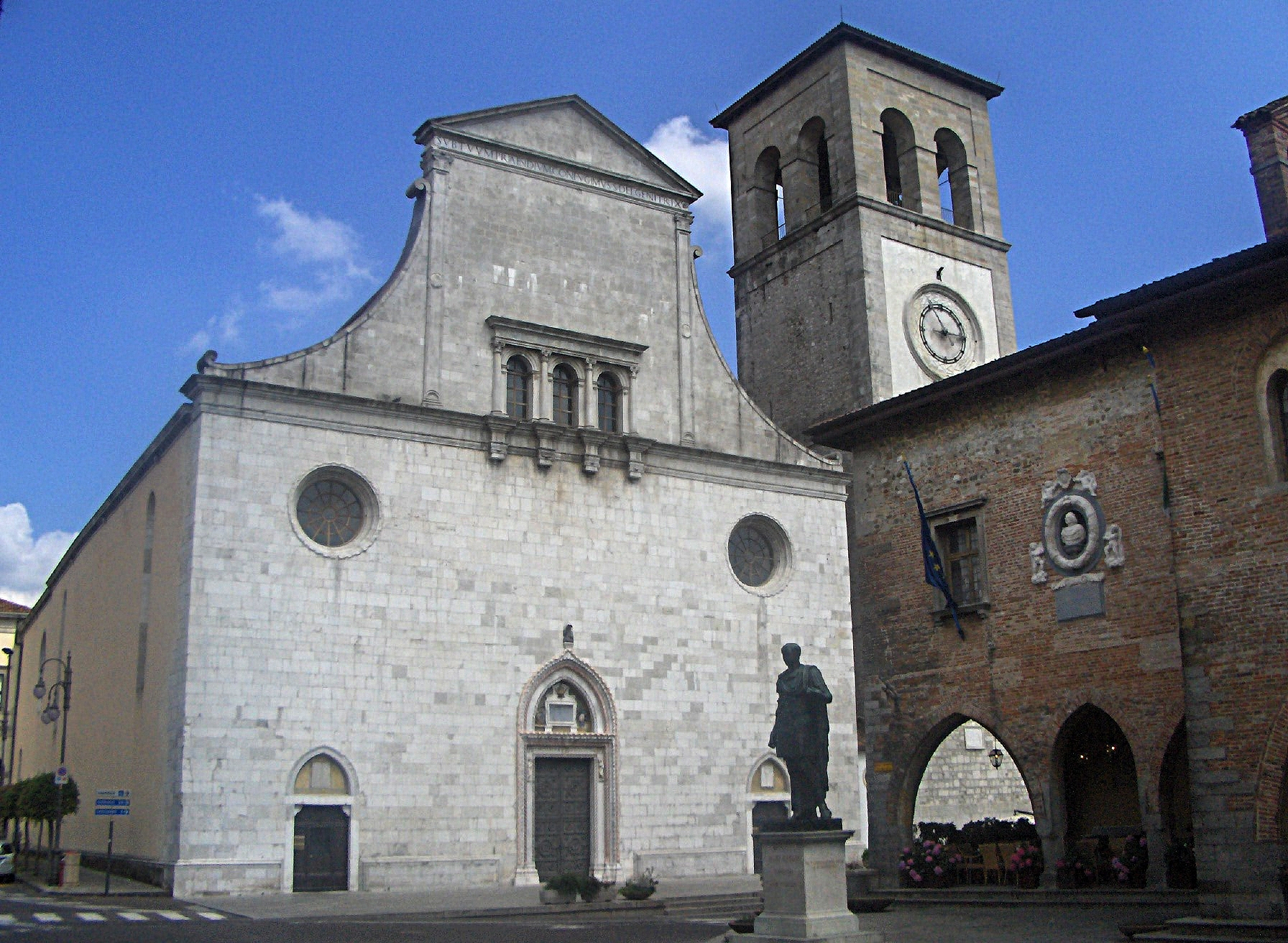
نمای کلیسای جامع.
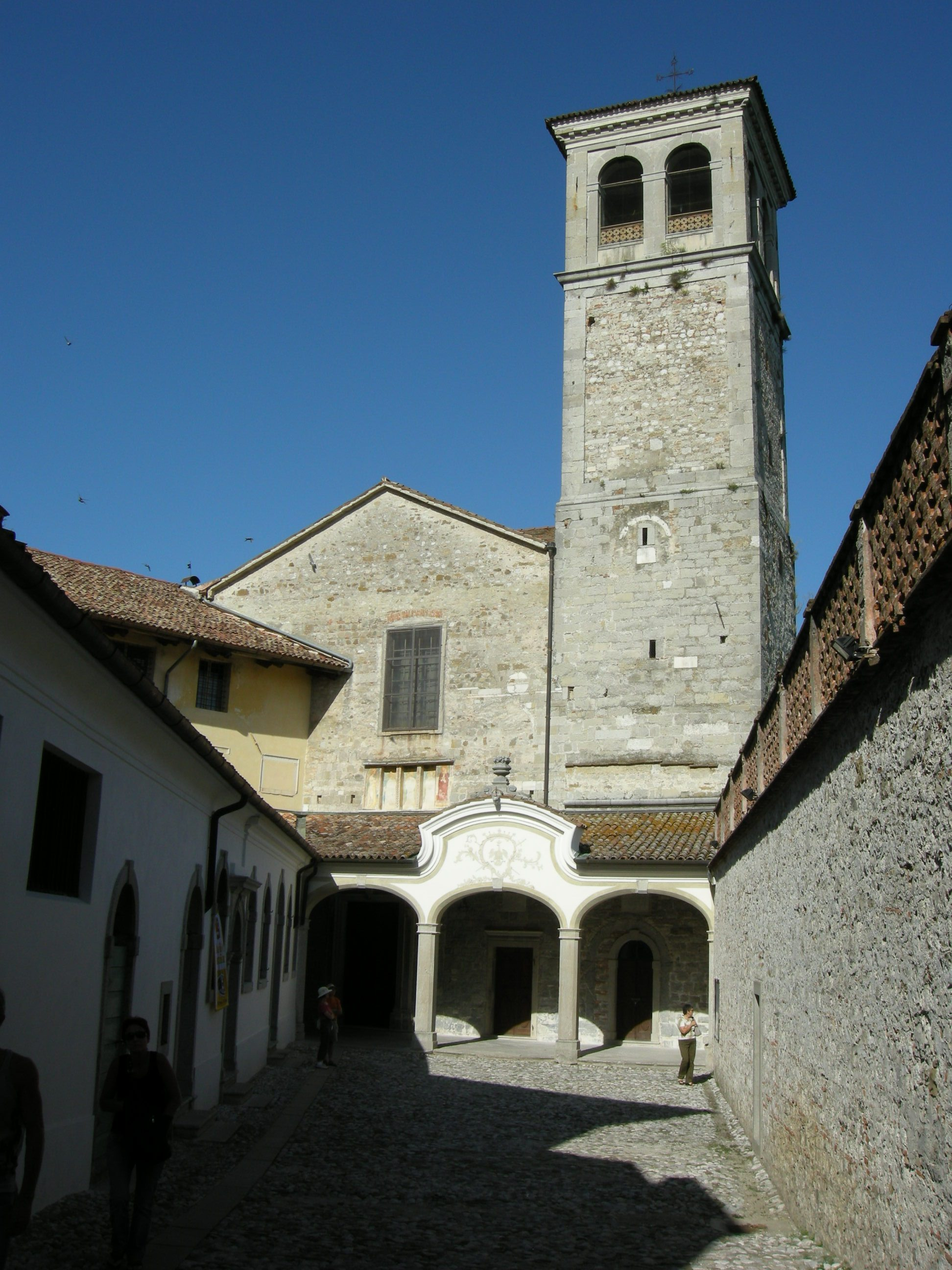
کلیسای سانتا ماریا در واله در منطقه گاستالداگا.
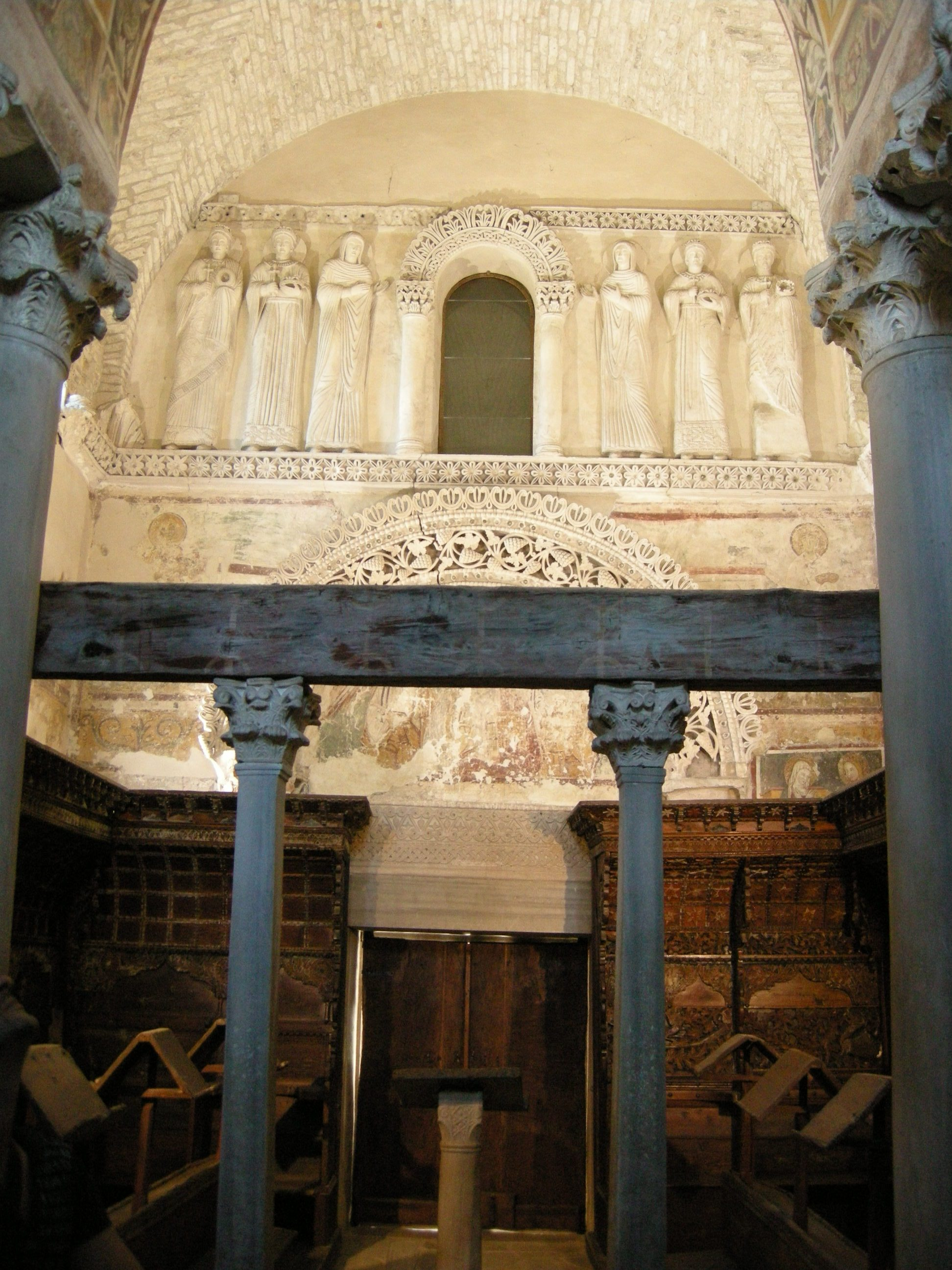
تمپیتو لونگوباردو
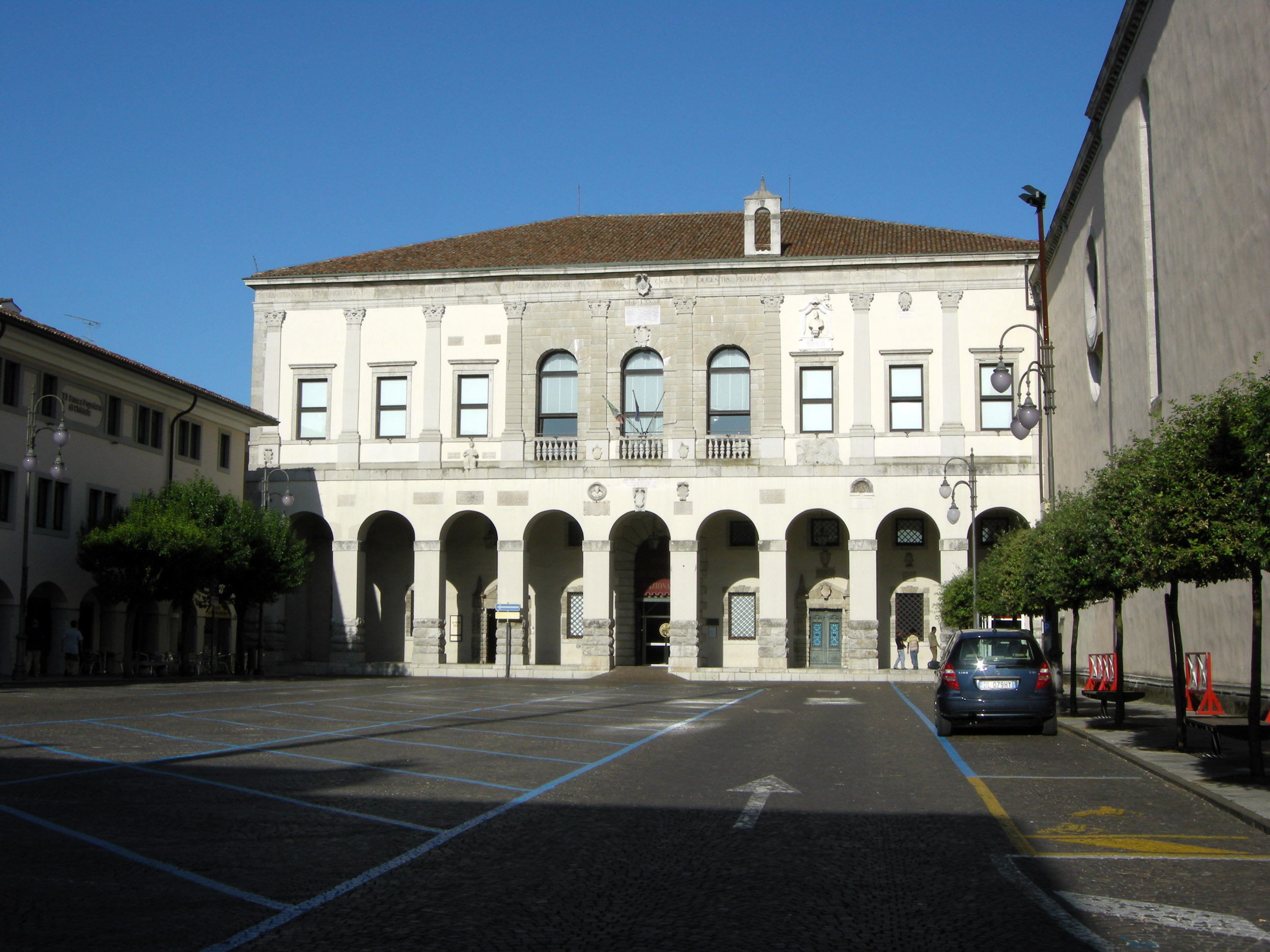
پالادین پالازو پرتوریو در مجموعه اسقفی.

## منطقه یادبود
منطقه تاریخی با مجموعه صومعه سن سالواتوره-سانتا جولیا در برشا شامل صومعه سانتا جولیا و همچنین کلیسای سن سالواتوره و منطقه باستان‌شناسی فروم رومی است.

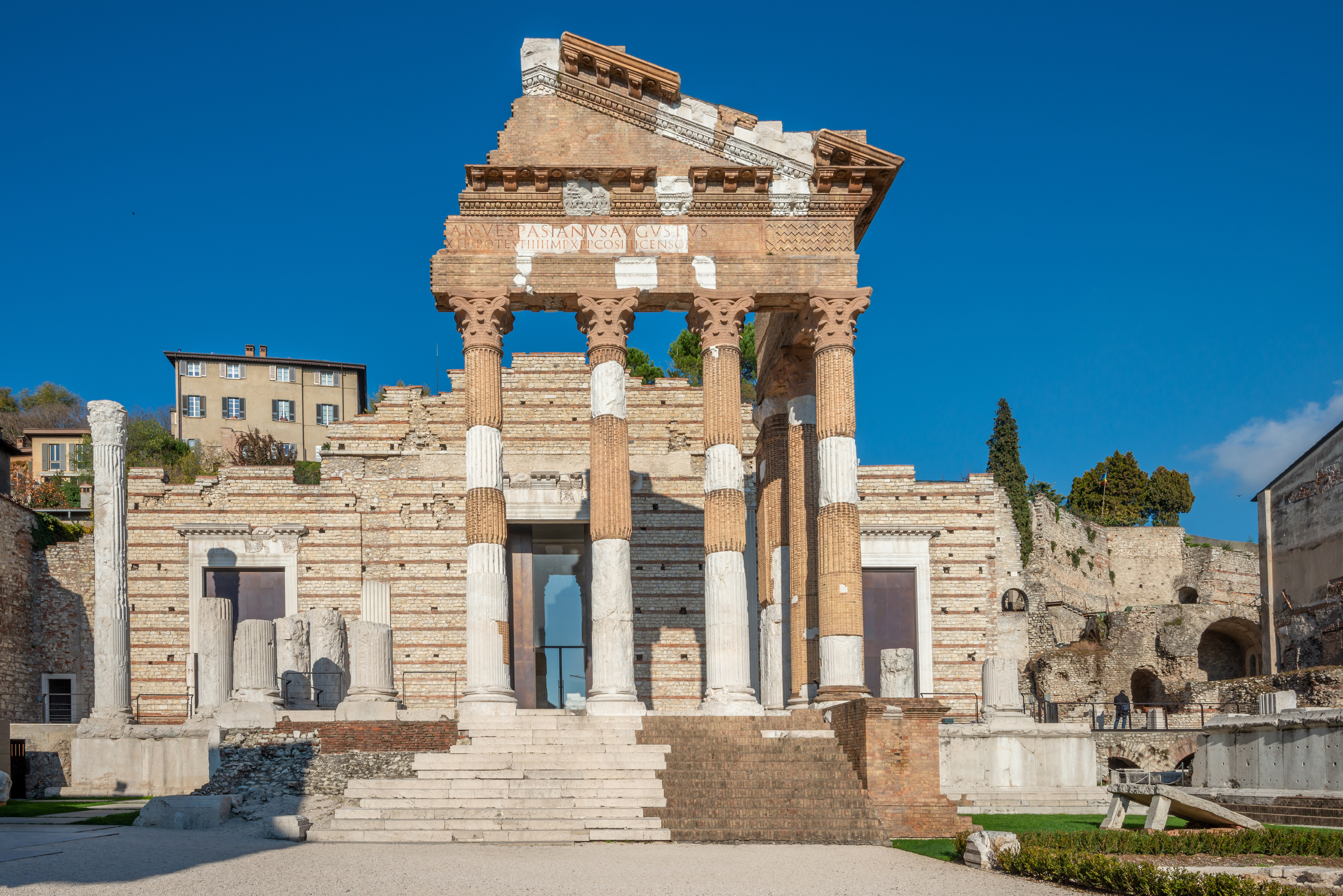
کاپیتولیوم در منطقه تاریخی فروم روم.
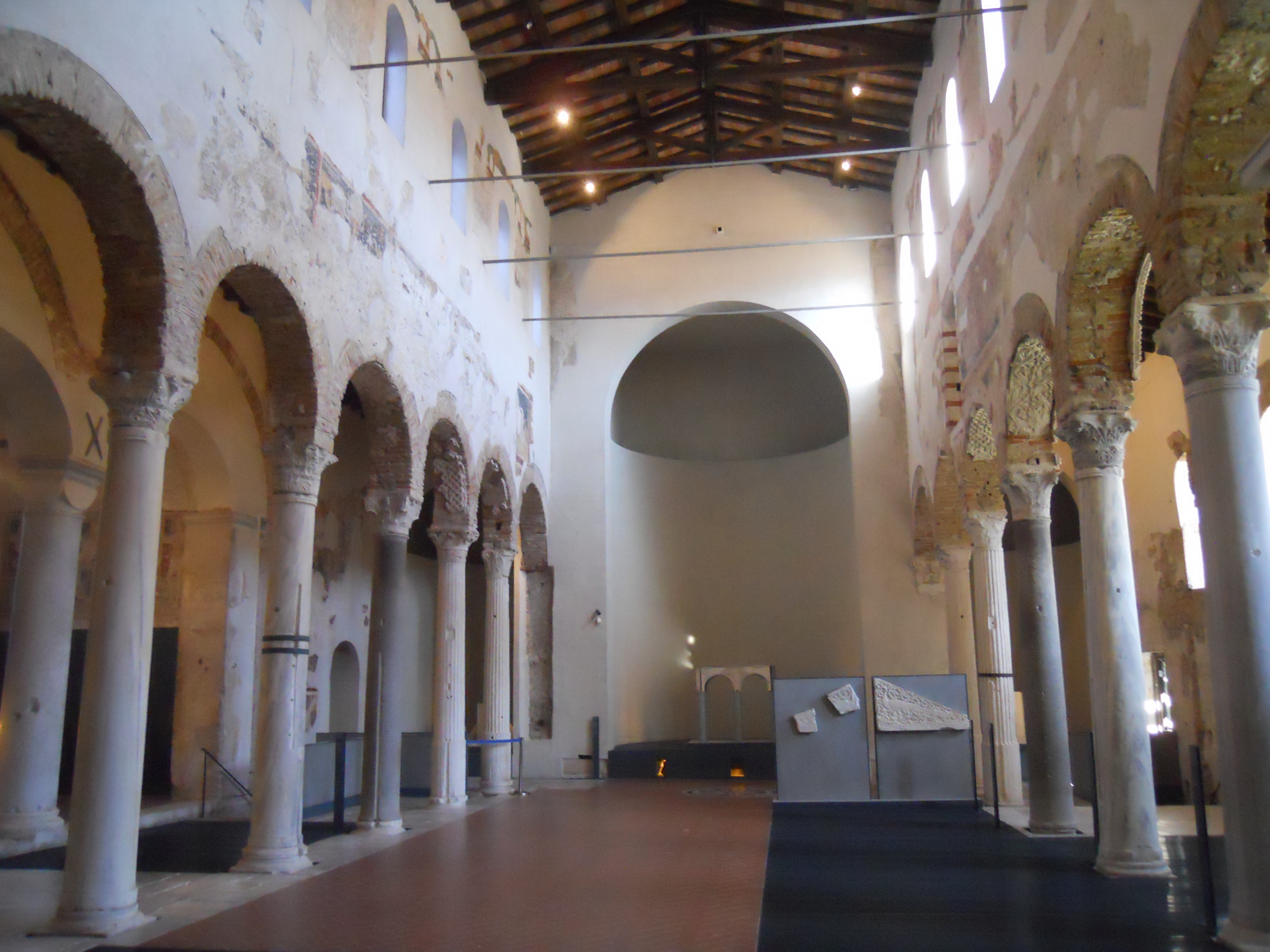
کلیسای سن سالواتوره.
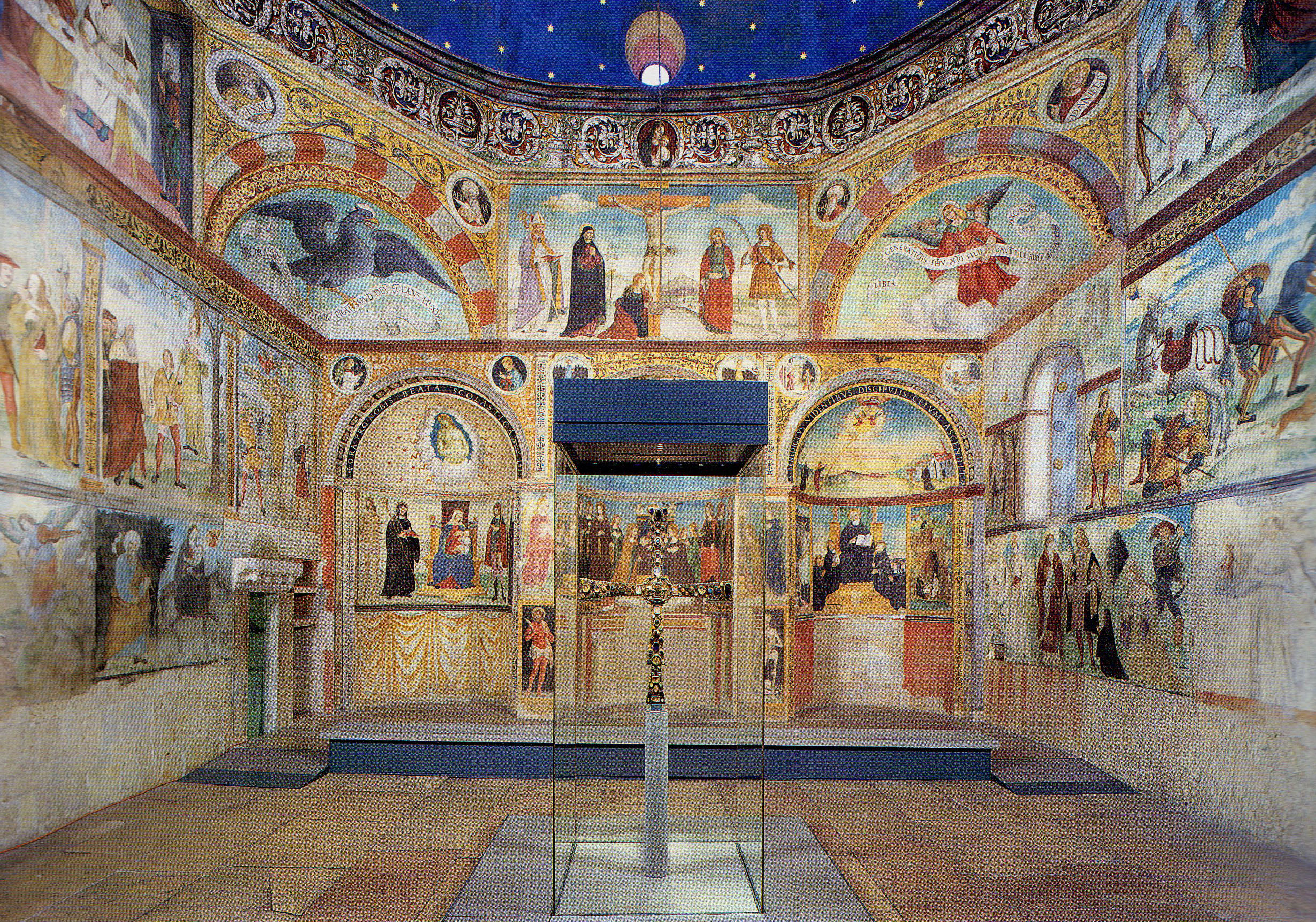
کلیسای سانتا ماریا در سولاریو.
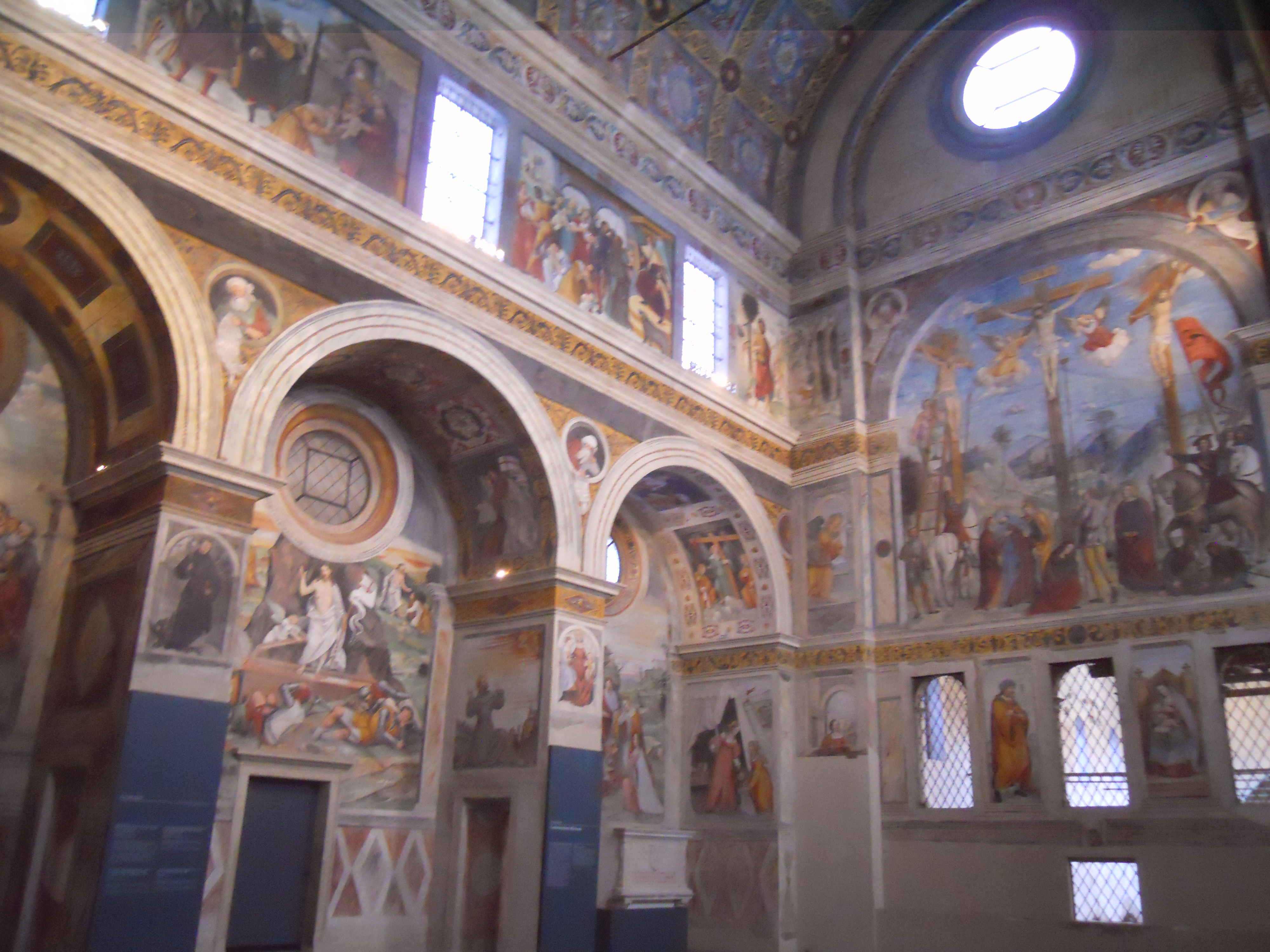
گروه کر راهبه‌های صومعه سن سالواتوره-سانتا جولیا.

## کستروم
کاستروم با برج توربا و کلیسای خارج از دیوار در کاستلسپریو (استان وارسه) شامل صومعه توربا، کلیسای سانتا ماریا فوریس پورتاس با نقاشی‌های دیواری و ویرانه‌های کلیسای انجیلی سن جیووانی است. 

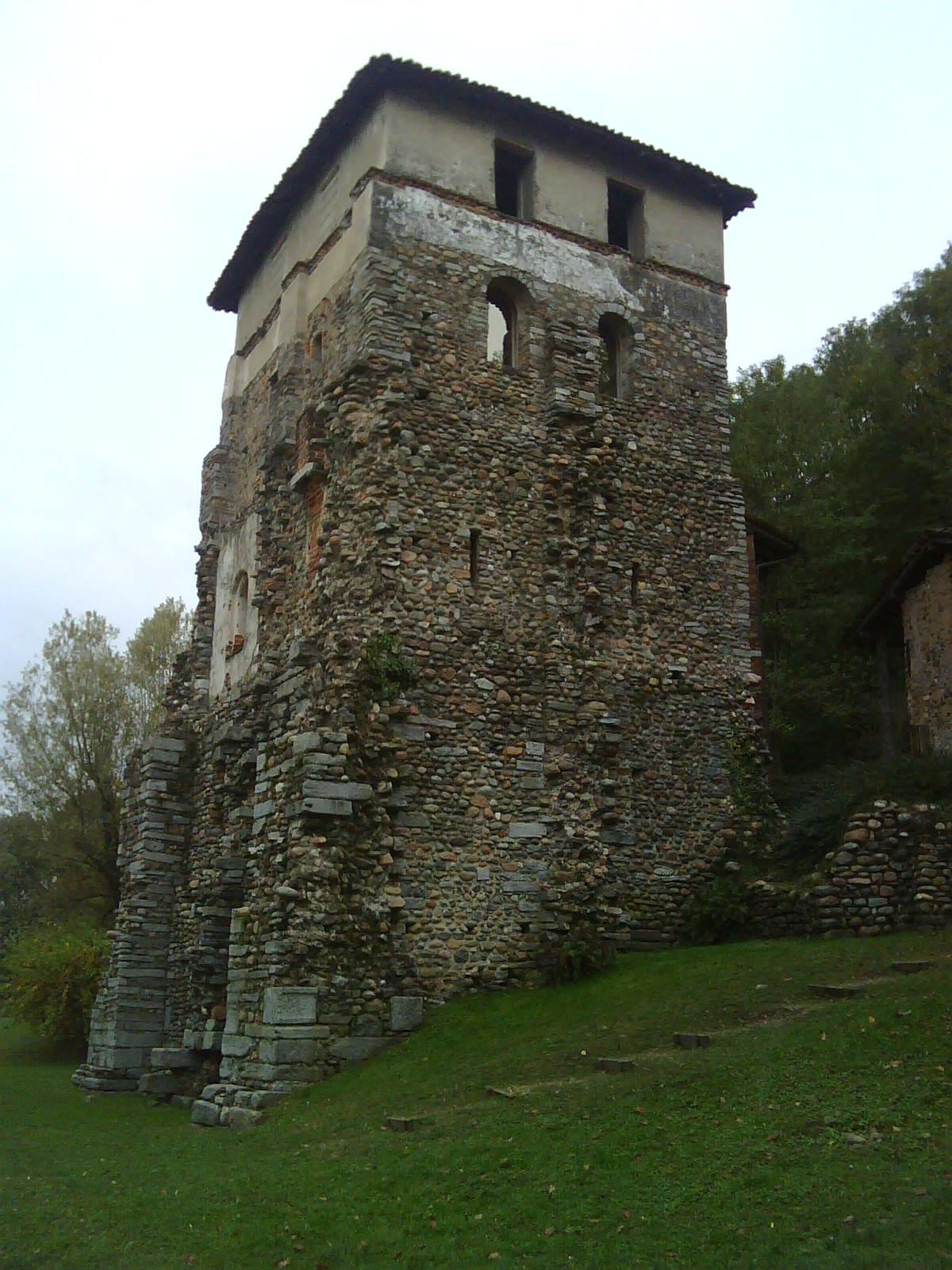
برج تربا
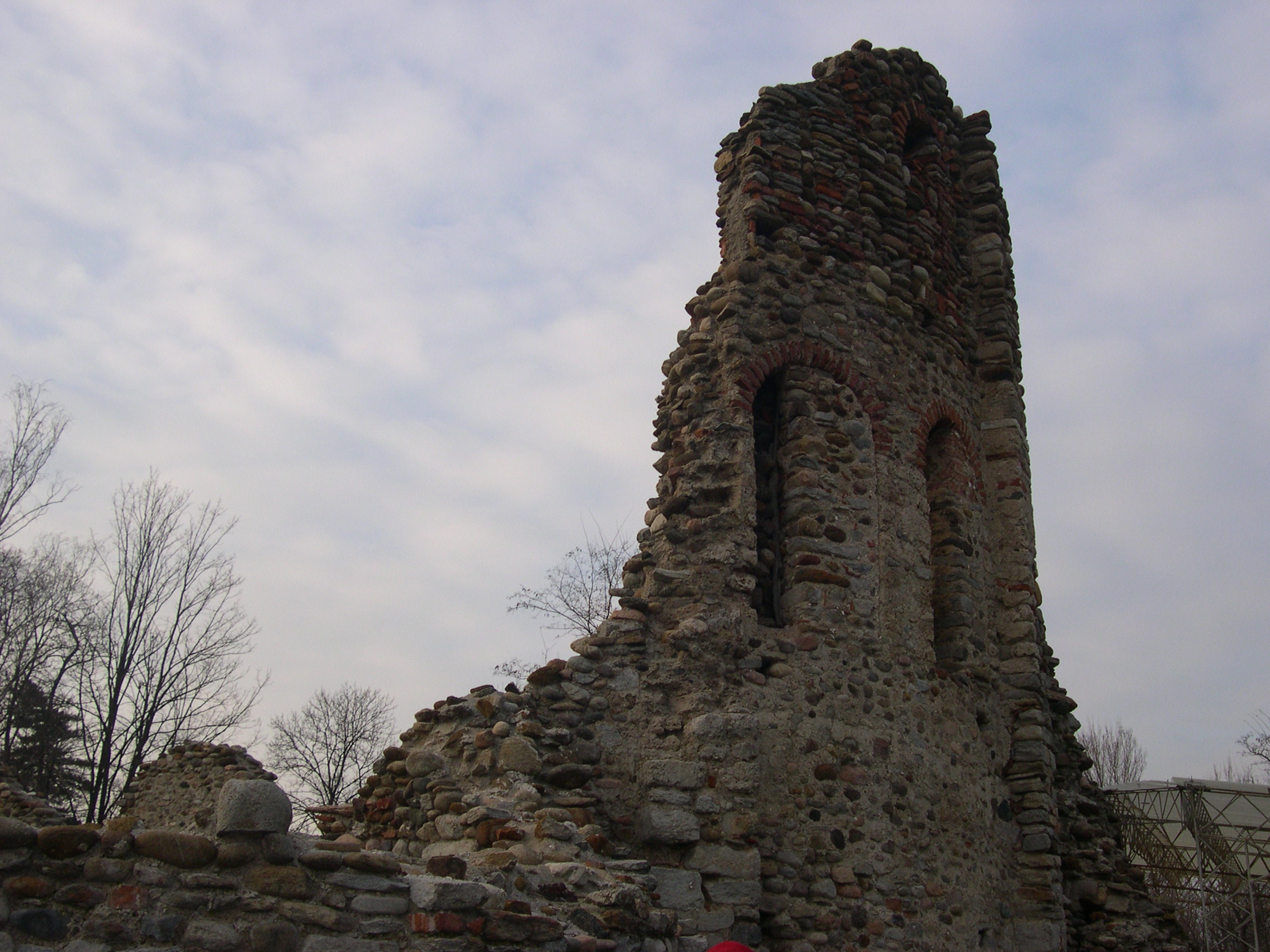
بقایای کلیسای سن جیووانی اوانجلیستا.
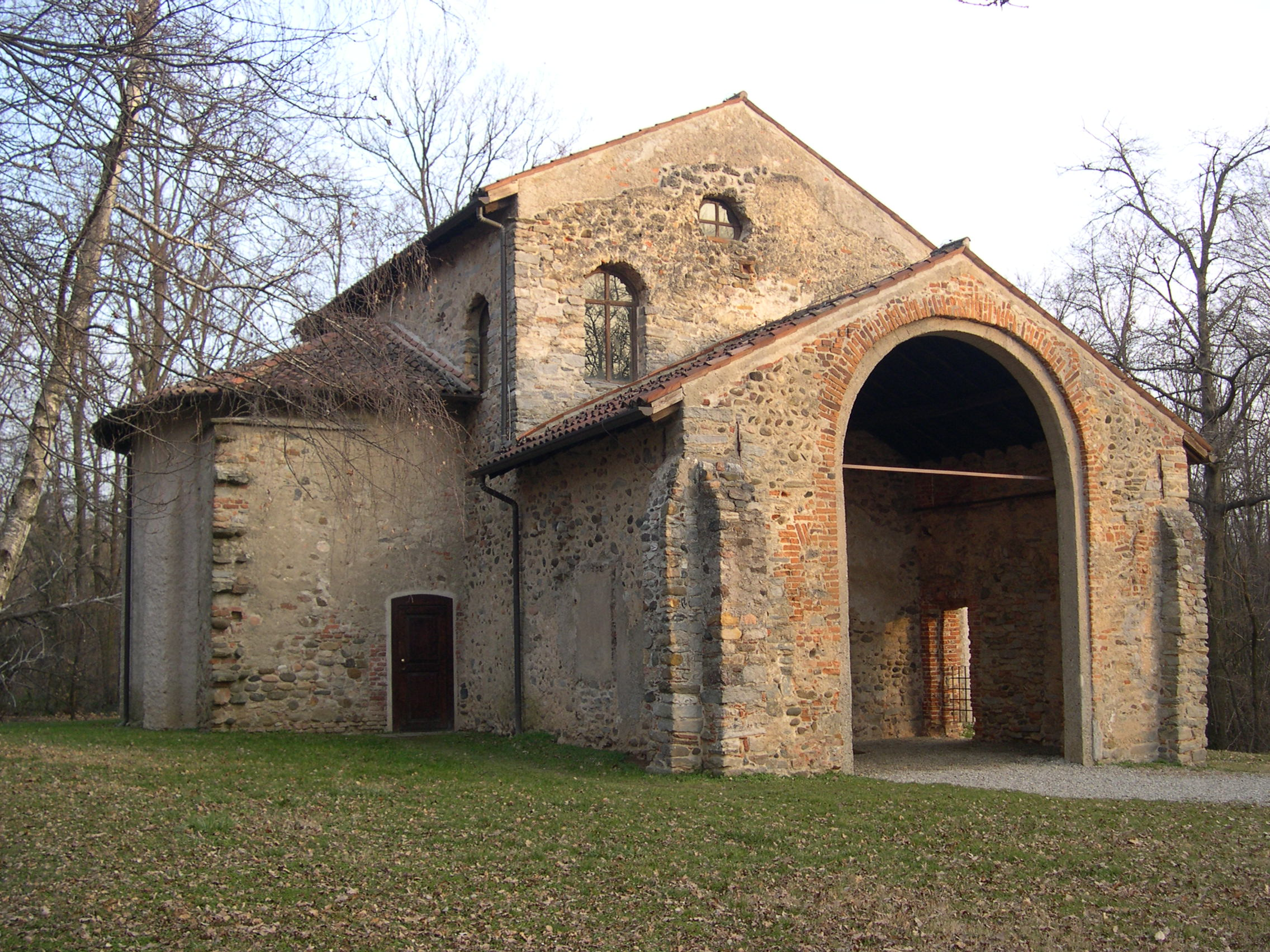
کلیسای سانتا ماریا فوریس پورتاس .
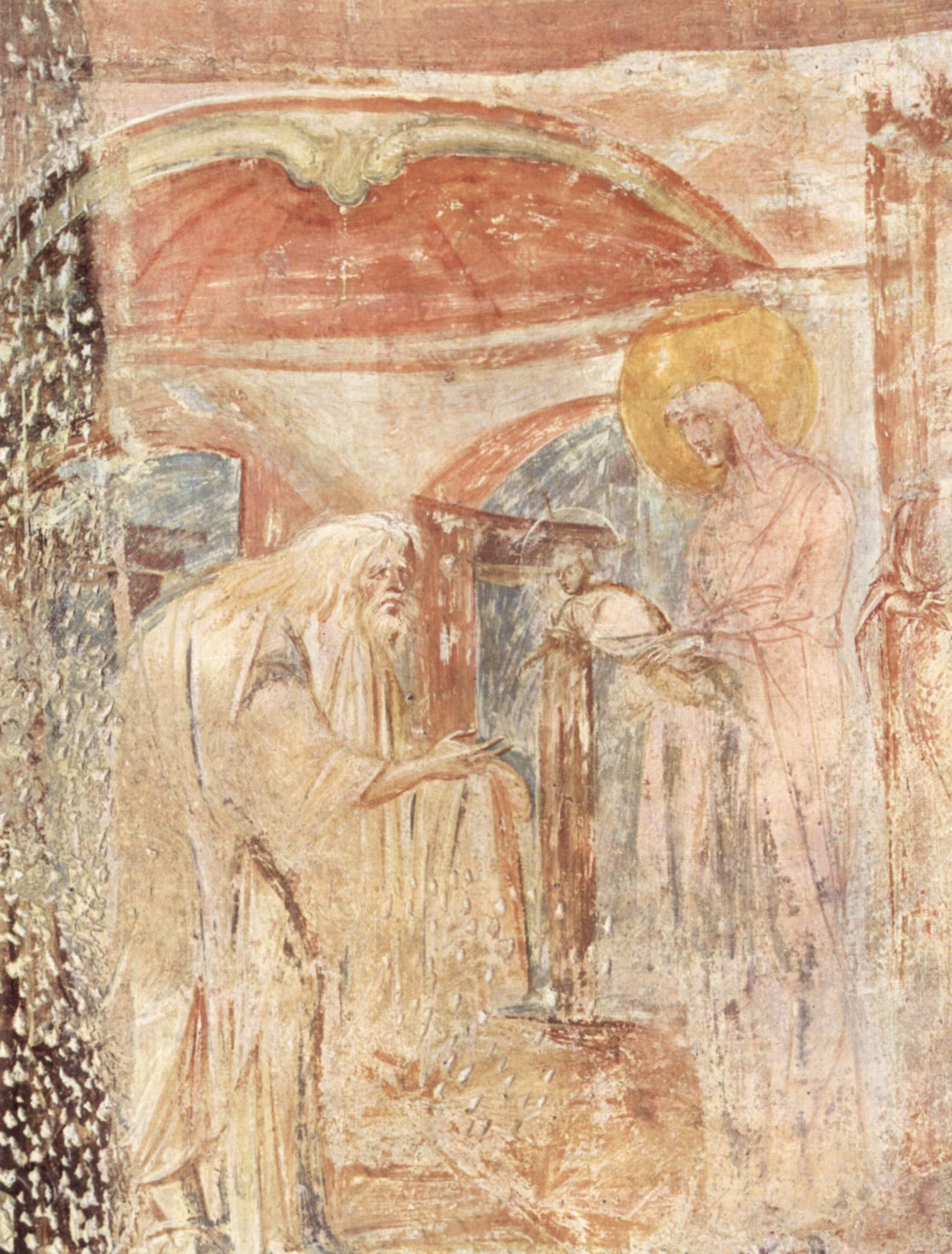
سانتا ماریا فوریس پورتاس ، جزئیات نقاشی‌های دیواری.

## کلیسای سن سالواتوره
کلیسای سن سالواتوره در اسپولتو (استان پروجا) یک باسیلیکای مسیحی اولیه متعلق به قرن چهارم تا پنجم بود که لونگوباردها در قرن هشتم بازسازی‌های گسترده‌ای روی آن انجام دادند. کلیسا با سه شبستان ساخته شده‌است.

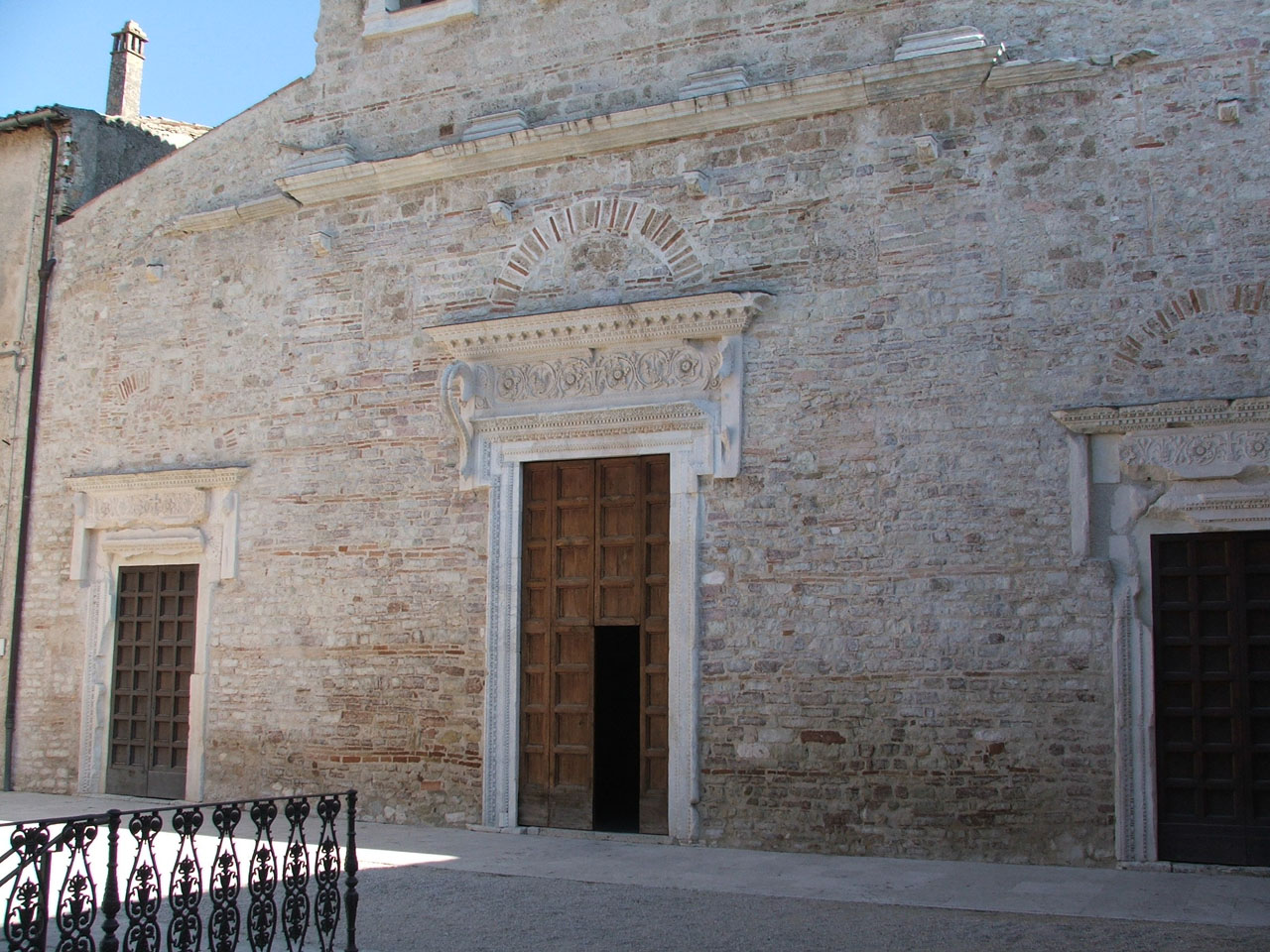
نمای کلیسای سن سالواتوره.
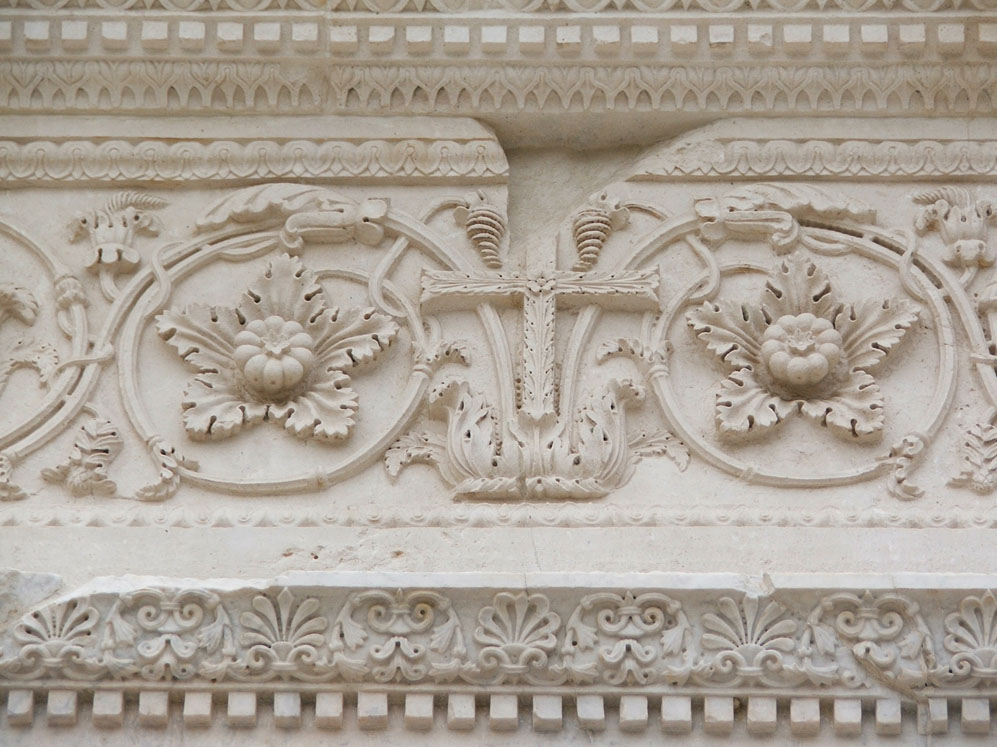
جزئیات پورتال
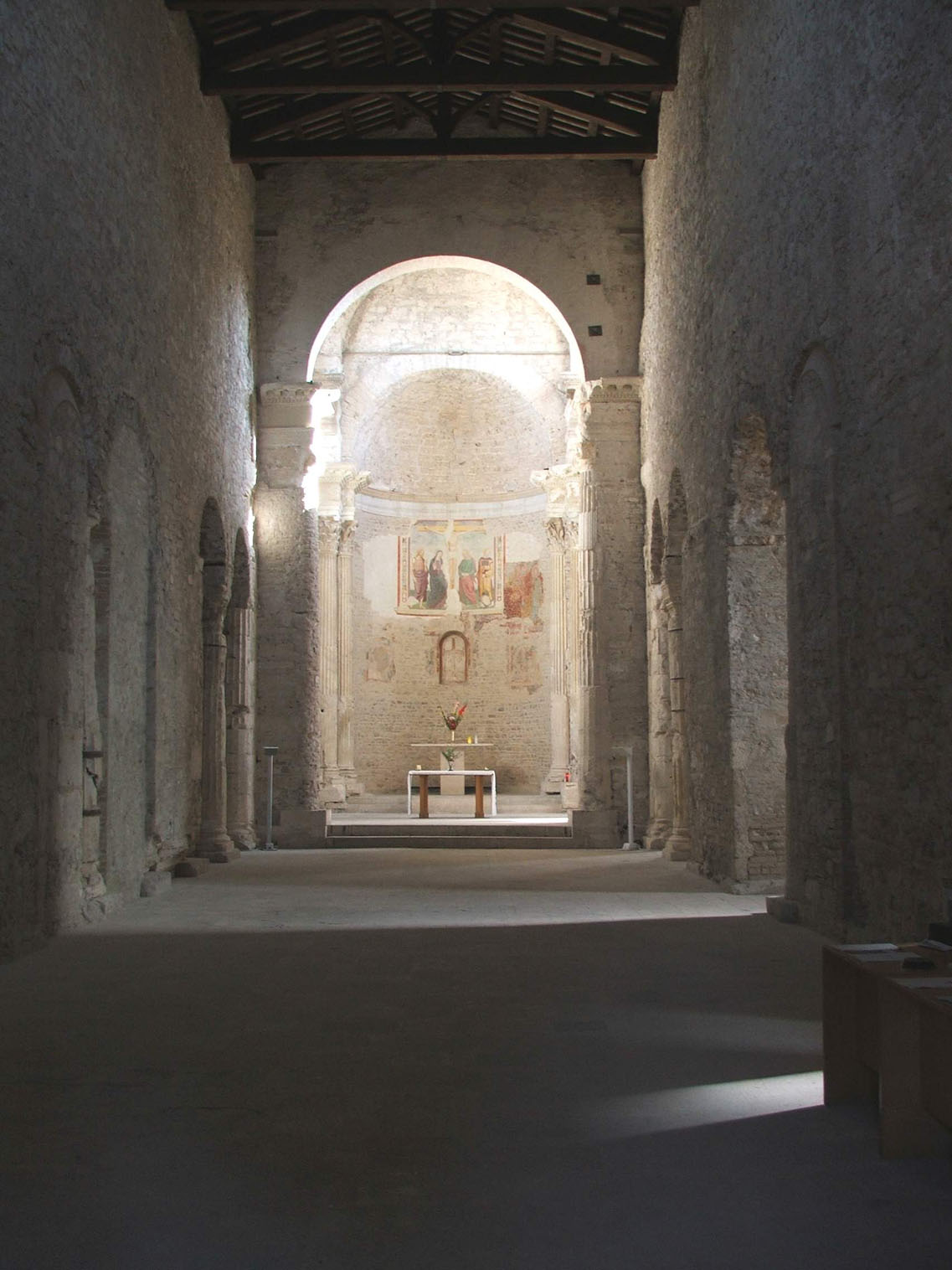
نمای داخلی کلیسا.
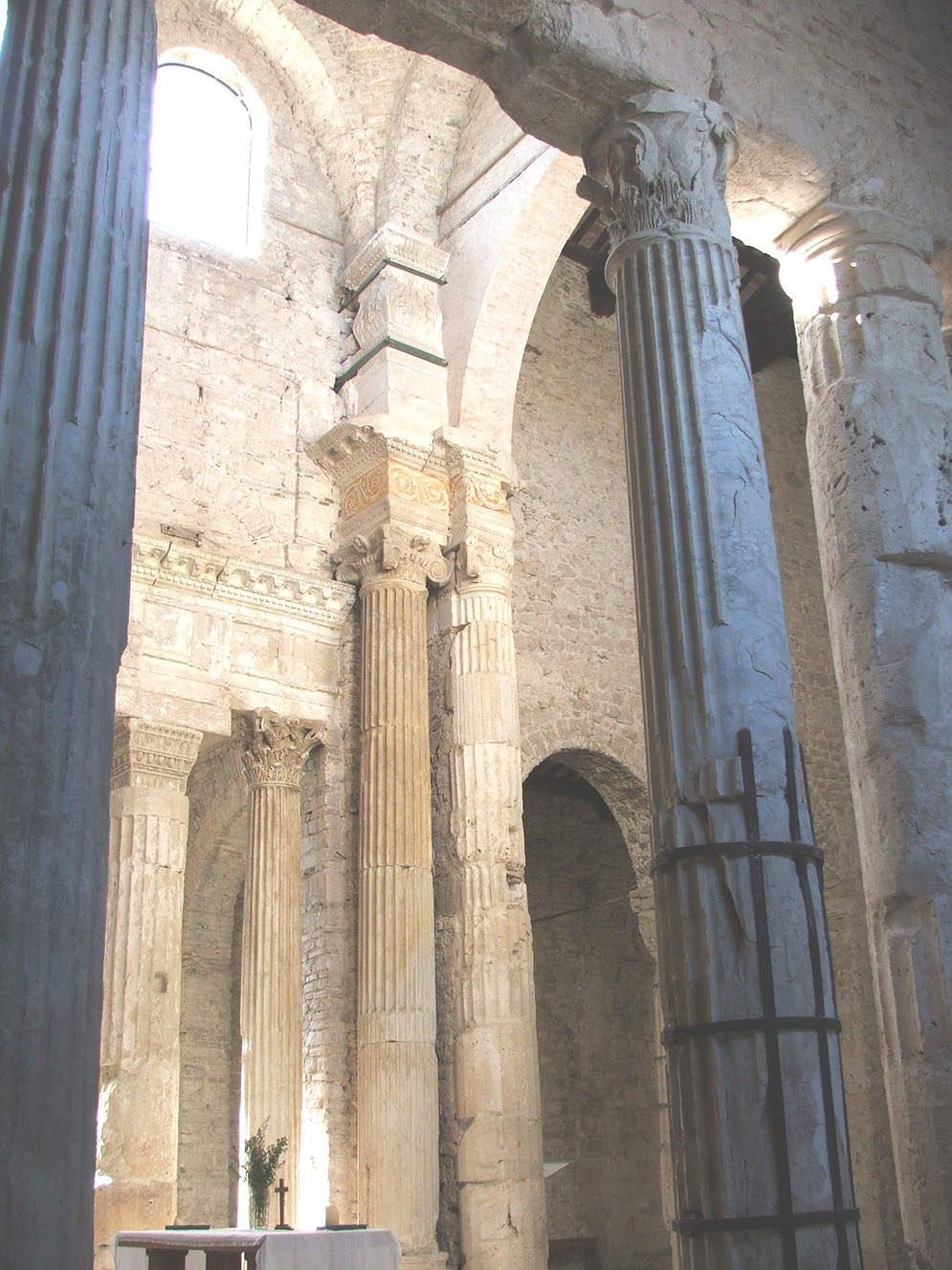
پروتستان.

## کلیتونو تمپیتو
کلیسای کلیتونو تمپیتو در کامپلو سول کلیتونو (استان پروجا) یک کلیسای کوچک اختصاص داده شده به سان سالواتوره است که به شکل یک معبد قرنتی به سبک یونان باستان است. 

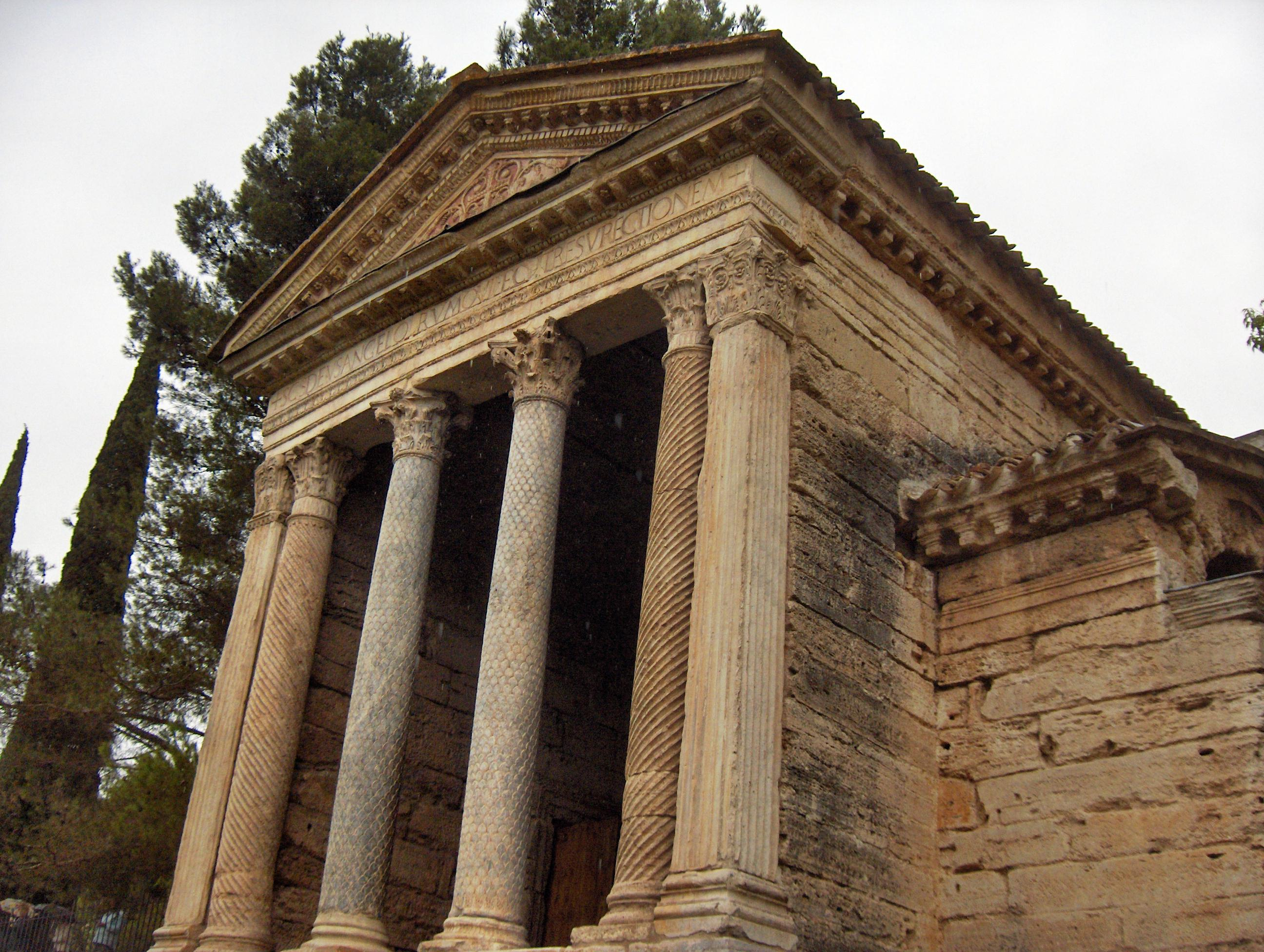
نمای کلیتونو تمپیتو.
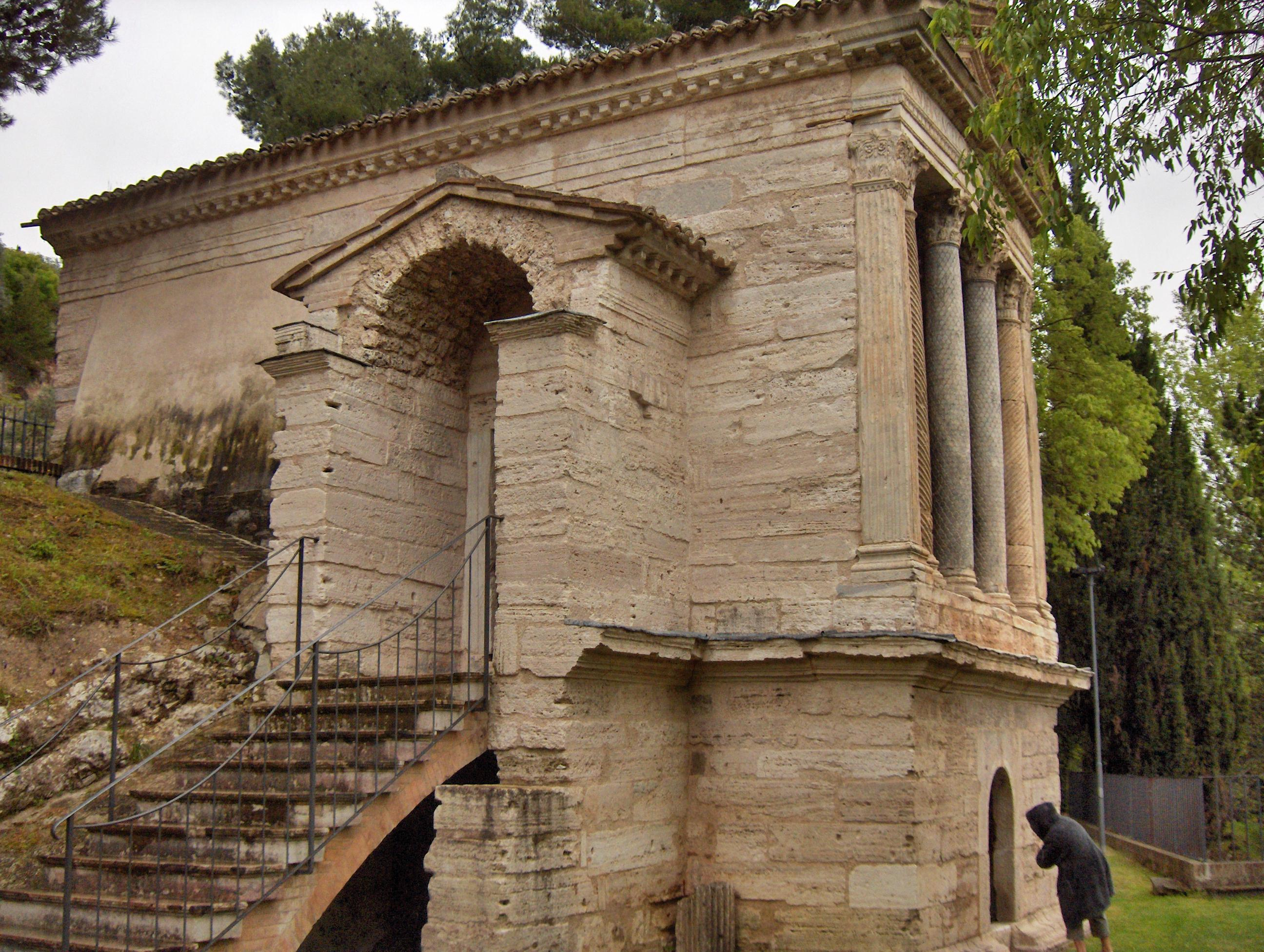
نمای جانبی معبد کوچک.
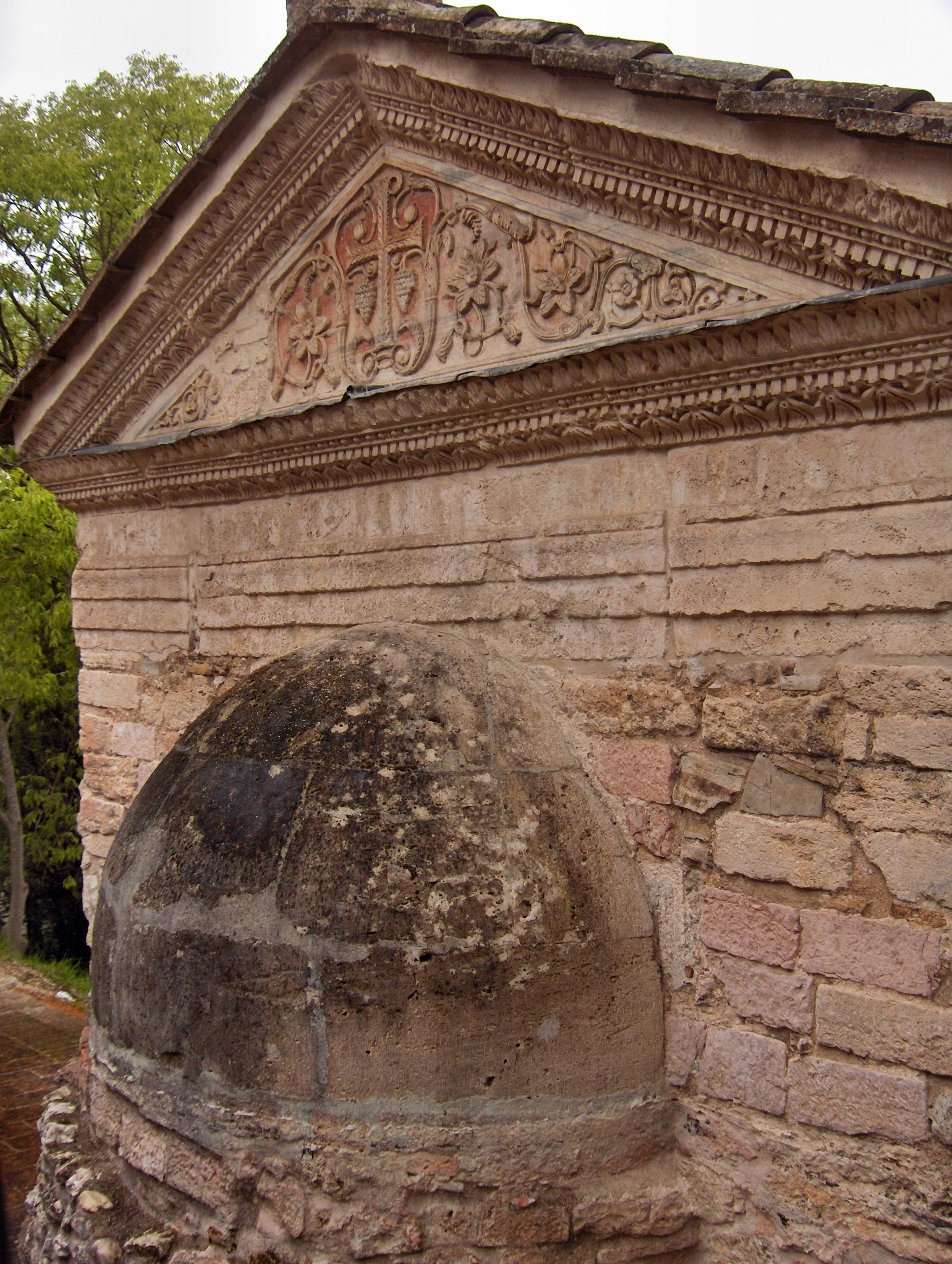
نمای بیرونی اپیس.
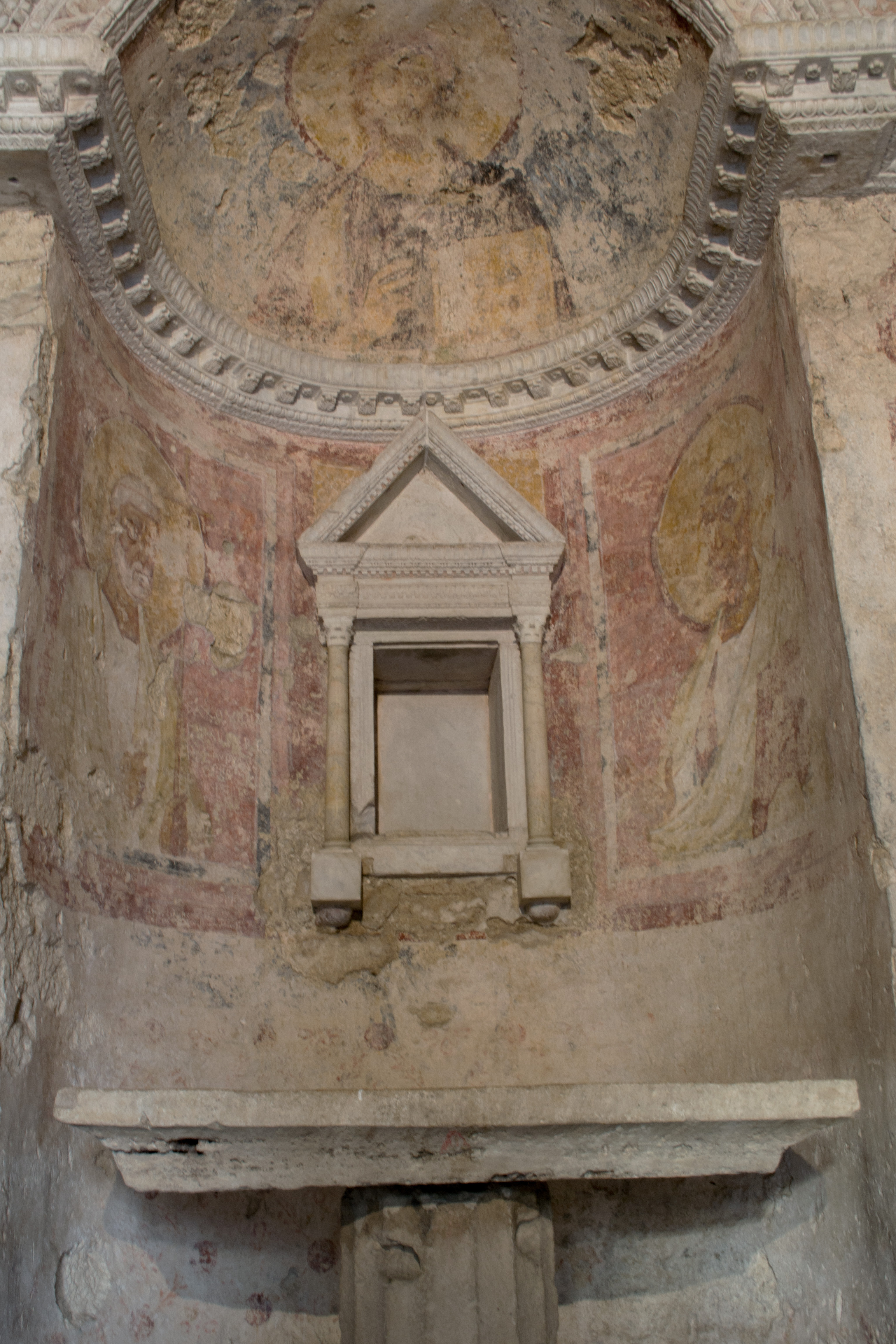
نمای داخلی اپید.